# Effet Eurêka

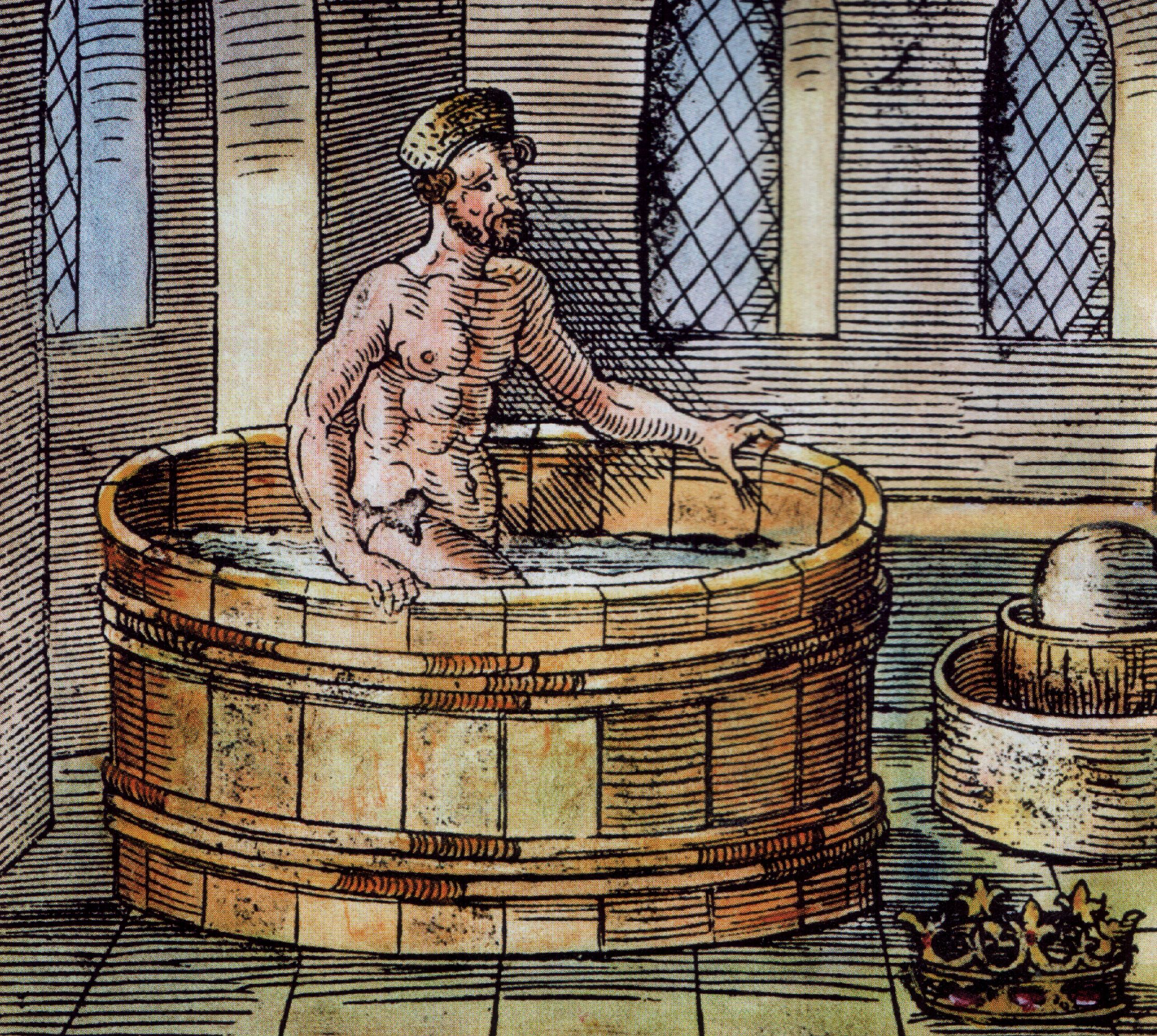
Gravure sur bois du XVIe siècle représentant le moment eurêka d'Archimède.

Pour les articles homonymes, voir Eurêka (homonymie).
En psychologie, l'effet eurêka (ou moment eurêka, ou encore illumination soudaine) fait référence à l'expérience humaine courante où une solution à un problème ou une idée novatrice vient soudainement à l'esprit de manière consciente. Le terme "eurêka"  signifie "j'ai trouvé" en grec ancien.

## Caractérisation
D'après des travaux des années 2010, l'effet eurêka est caractérisé par les quatre phénomènes suivants, : 
- l'illumination est soudaine, lorsqu'on essaie activement de résoudre un problème, ou dans une période où l'on n'y réfléchit plus ;
- la solution au problème est alors traitée avec aisance ; 
- le moment suscite un effet positif ;
- la personne est convaincue que la solution est correcte.

## Histoire et étymologie
L'origine de l'expression "Eurêka" est attribuée au célèbre savant grec de l'antiquité Archimède. Selon la légende, ce dernier aurait découvert le principe de la poussée qui porte son nom alors qu'il prenait un bain. En constatant que le niveau de l'eau augmentait lorsque son corps y était immergé, il aurait soudainement compris le lien entre la poussée exercée par un fluide et le volume du corps immergé, permettant de déterminer une méthode pour savoir si une couronne était faite d'or pur. Dans son enthousiasme, il se serait écrié "Eurêka !", exprimant ainsi sa jubilation face à cette découverte majeure. Cette histoire est aujourd'hui considérée comme fictive, car elle a été mentionnée pour la première fois par l'écrivain romain Vitruve près de 200 ans après la date de l'évènement présumé, et parce que la méthode décrite par Vitruve ne fonctionne pas.

## Recherches actuelles
Les chercheurs ont montré que le phénomène d’eurêka résulte de processus non conscients.
L’imagerie cérébrale a en partie localisé ces processus dans le gyrus temporal droit, région du cerveau impliquée dans les associations d’idées. Ils peuvent être influencés par l’humeur, l’environnement et le sommeil.
La résolution de problèmes par eurêka améliore la mémoire et la capacité à distinguer le vrai du faux, mais peut aussi induire en erreur par un excès de confiance.

## Exemples de problèmes favorisant l'apparition d'un moment eurêka
Certaines des énigmes suivantes sont utilisées dans les études sur la résolution de problèmes par eurêka.

### Les "haha" de Martin Gardner
Martin Gardner a écrit un recueil de problèmes en apparence difficiles et compliqués, mais qui peuvent avoir des solutions courtes et élégantes, obtenues par ce qu'il appelle un effet "haha". Un exemple est le problème consistant à connaitre le nombre minimal de coupes planes pour découper un cube 4 x 4 x 4 en 64 cubes unités en autorisant des regroupements de morceaux après chaque coupe. Le "haha" consiste à réaliser qu'il faudra au moins six coupes pour dégager les six faces d'un cube intérieur.

### Le découpage d'une plaque de chocolat
En combien de coups découpe-t-on entièrement une plaque de chocolat n x m (sans regroupement de morceaux cette fois) ? Le "haha" consiste à réaliser qu'à chaque découpage le nombre de morceaux distincts augmente d'une unité et que donc, quelle que soit la méthode, il faudra {\displaystyle nm-1} coups.

### Le problème des neuf points

Le problème des neuf points avec solution. La plupart des personnes ne pensent pas à tracer des lignes au-delà des points qui composent le carré.

Le problème des neuf points est un problème classique utilisé par les psychologues pour étudier la perspicacité. Le problème consiste en un carré 3 × 3 créé par 9 points noirs. La tâche consiste à relier les 9 points en utilisant exactement 4 segments de droites, sans revenir en arrière ni retirer son stylo du papier. Kershaw et Ohlsson rapportent que dans un laboratoire avec une limite de temps de 2 ou 3 minutes, le taux de solution attendu est de 0 %.
La difficulté du problème des neuf points est qu'il exige des répondants qu'ils regardent au-delà des relations conventionnelles entre la figure et le fond qui créent des contraintes spatiales subtiles et illusoires et (littéralement) qu'ils « pensent en dehors des sentiers battus ».

### Énigmes verbales
Exemple : « Un homme lavait les vitres d’un immeuble de grande hauteur lorsqu’il est tombé d’une échelle de 12 mètres sur le chemin en béton en contrebas. Étonnamment, il n’a pas été blessé. Pourquoi ? [Réponse] Il a glissé de l'échelon du bas. »

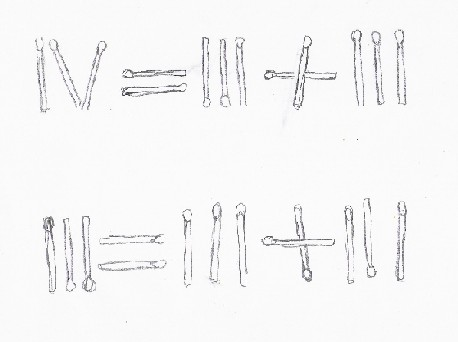
Deux exemples de problèmes d'arithmétique avec des allumettes.

### L'arithmétique des allumettes
Ces énigmes ont été développées par G. Knoblich. Des allumettes forment une égalité mathématique en chiffres romains simple mais incorrecte. La tâche consiste à corriger l’égalité en déplaçant une seule allumette.

### Anagrammes
Résoudre une anagramme consiste à modifier l'ordre d'une succession de lettres afin de créer un ou plusieurs mots. L'ensemble de lettres d'origine peut être un mot lui-même ou simplement un mélange.

### Rébus
Les rébus impliquent des indices verbaux et visuels qui obligent le répondant à restructurer et à « lire entre les lignes » (presque littéralement) pour les résoudre.

### Le problème des huit pièces
Dans ce problème, un ensemble de 8 pièces est disposé sur une table dans une certaine configuration, et le sujet est invité à déplacer 2 pièces de manière à ce que toutes les pièces touchent exactement trois autres. La difficulté de ce problème vient du fait que l'on pense le problème de manière purement bidimensionnelle, alors qu'une approche tridimensionnelle est la seule façon de le résoudre.

## Exemples célèbres de découvertes scientifiques obtenues par effet eurêka
Comme pour celle d'Archimède, plusieurs découvertes scientifiques ont été décrites comme faisant suite à un moment Eurêka ; cependant comme pour l'anecdote rapportée par Vitruve, plusieurs de ces récits sont apocryphes.

### Newton et la loi de la gravité
L'un des exemples les plus célèbres de l'effet eurêka est l'histoire de la découverte de la loi de la gravité par Newton. Selon son médecin et confident William Stukeley, Isaac Newton lui aurait raconté qu'alors qu'il se trouvait dans un verger, une pomme est tombée d'un arbre près de lui. Cela aurait suscité son intérêt et l'aurait conduit à réfléchir à la force qui tirait la pomme vers le sol, le conduisant à formuler la loi de la gravité, qui explique l'attraction entre les objets massifs.

### Gauss et les nombres triangulaires

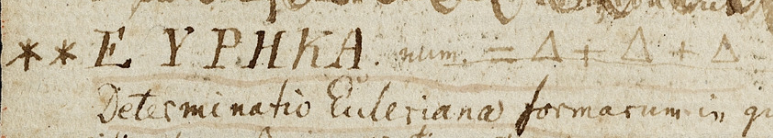
Extrait du journal de Gauss lié à la somme des nombres triangulaires (1796).

Le mathématicien Carl Friedrich Gauss écrit dans son journal en 1796 « ΕΥΡΗΚΑ. num. = Δ + Δ + Δ », faisant référence à sa découverte selon laquelle tout entier positif peut être exprimé comme la somme d'au plus trois nombres triangulaires.

### Hamilton et les quaternions
Le Broom bridge à Dublin est connu pour être le lieu où Sir William Rowan Hamilton a découvert dans un éclair de génie la formule fondamentale des quaternions le 16 octobre 1843, formule qu'il aurait écrite sur une pierre du pont, depuis remplacée par une plaque commémorative.

### Kekulé et la structure du benzène
Friedrich Kekulé, chimiste allemand du XIXe siècle, a raconté en 1890 avoir connu un moment eureka crucial dans sa recherche sur la structure du benzène vingt-cinq ans auparavant. Alors qu'il luttait pour comprendre comment les atomes de carbone étaient organisés dans la molécule, il s'est endormi dans son fauteuil et a rêvé d'une image de serpents s'enroulant. Ce rêve lui a donné l'idée de représenter les atomes de carbone dans une structure cyclique, formant ainsi la base de la compréhension de la structure du benzène.

### Poincaré et les fonctions fuchsiennes
Henri Poincaré était coutumier d’éclairs mathématiques intuitifs qui survenaient à l’improviste, alors que le chercheur était occupé à tout autre chose. Il en raconte un exemple dans le chapitre « L’invention mathématique », issu de son ouvrage Science et Méthode.
"À ce moment, je quittai Caen, que j’habitais alors, pour prendre part à une course géologique entreprise par l’École des Mines. Les péripéties du voyage me firent oublier mes travaux mathématiques ; arrivés à Coutances, nous montâmes dans un omnibus pour je ne sais quelle promenade ; au moment où je mettais le pied sur le marche-pied, l’idée me vint, sans que rien de mes pensées antérieures parut m’y avoir préparé, que les transformations dont j’avais fait usage pour définir les fonctions fuchsiennes sont identiques à celles de la Géométrie non-euclidienne. Je ne fis pas la vérification ; je n’en aurais pas eu le temps, puisque, à peine assis dans l’omnibus, je repris la conversation commencée, mais j’eus tout de suite une entière certitude. De retour à Caen, je vérifiai le résultat à tête reposée pour l’acquit de ma conscience."

### Einstein et la théorie de la relativité
L'une des idées clés dans le développement de sa théorie de la relativité restreinte est venue à Albert Einstein lors d'une conversation avec son ami Michele Besso. Il relate :
 J'ai entamé la conversation avec lui ainsi : « J'ai récemment travaillé sur un problème difficile. Aujourd'hui, je viens ici pour le résoudre avec vous.» Nous avons abordé tous les aspects de ce problème. Puis, soudain, j'ai compris où se trouvait la clé. Le lendemain, je suis revenu le voir et, sans même le saluer, je lui ai dit : « Merci. J'ai complètement résolu le problème. »
Cependant, Einstein a déclaré que l'idée même de la relativité restreinte ne lui est pas venue comme un moment eurêka soudain et unique et qu'il y a été « conduit par des étapes découlant des lois individuelles dérivées de l'expérience ».

### Morgan et la forme de notre galaxie
Un soir de 1951, l’astronome William Wilson Morgan dit avoir eu une «inspiration fulgurante [...] un élan créatif intuitif». Ce moment décisif lui valut de résoudre l’un des grands mystères de l’astronomie concernant  la forme de notre galaxie. Tandis qu’il scrutait le ciel sans activement réfléchir à ce problème, une succession d'étoiles lui fit découvrir le fait que notre galaxie a une forme spirale.